# Боргохаин, Ловлина
Ловлина Боргохаин (ассам. লাভলীনা বৰগোঁহাই; род. 2 октября 1997 года) — индийская боксёрша. Бронзовый призёр летних Олимпийских игр 2020 года. Чемпионка мира 2023 года. Призёр летних Азиатских игр 2022 года. Призёр чемпионатов мира 2018 и 2019 годов, призёр чемпионата Азии 2017 года. Член сборной Индии по боксу. Лауреат спортивной премии Арджуна (2020).

## Карьера
Призёр национального чемпионата в весовой категории до 69 и до 75 кг.
На чемпионате Азии 2017 года в Хошимине, завоевала бронзовую медаль турнира в категории до 69 кг.
На 10-м чемпионате мира по боксу среди женщин в Индии, в поединке 1/2 финала, 22 ноября 2018 года, индийская спортсменка встретилась с Чэнь Няньцинь из Тайваня, уступила ей 0:4 и завершила выступление на мировом первенстве, завоевав бронзовую медаль турнира.
Чемпионат мира 2019 года, который состоялся в Улан-Удэ в октябре, индийская спортсменка завершила полуфинальным поединком, уступив китайской спортсменке Ян Лю по раздельному решению судей. В результате на одиннадцатом чемпионате мира по боксу среди женщин она завоевала бронзовую медаль.
На Азиатском квалификационном Олимпийском турнире в Аммане (Йордания) Ловлина заняла второе место, получив право на участие в Олимпийских играх в Токио.
На Олимпийских играх в Токио, которые проходили летом 2021 года, индийская спортсменка в весовой категории до 69 кг сумела дойти до полуфинала. По ходу соревнования выбив из борьбы спортсменок из Германии, Тайваня. В полуфинале уступила Бусеназ Сюрменели и завоевала бронзовую медаль Игр.
В 2023 году на Азиатских игр в Китае завоевала серебряную медаль. 